# Омановац
Омановац је насељено место у саставу града Пакраца, у западној Славонији, Република Хрватска.

## Становништво
На попису становништва 2011. године, Омановац је имао 147 становника.

## Попис 1991.
На попису становништва 1991. године, насељено место Омановац је имало 261 становника, следећег националног састава:
| Попис 1991.‍  | Попис 1991.‍  | Попис 1991.‍ | Попис 1991.‍ | Попис 1991.‍ |
| ------------ | ------------ | ----------- | ----------- | ----------- |
|              |              |             |             |             |
| Хрвати       | Хрвати       |             | 187         | 71,64%      |
| Срби         | Срби         |             | 42          | 16,09%      |
| Чеси         | Чеси         |             | 4           | 1,53%       |
| Мађари       | Мађари       |             | 3           | 1,14%       |
| Италијани    | Италијани    |             | 2           | 0,76%       |
| Југословени  | Југословени  |             | 1           | 0,38%       |
| неопредељени | неопредељени |             | 7           | 2,68%       |
| непознато    | непознато    |             | 15          | 5,74%       |
| укупно: 261  |              |             |             |             |